# Mikhail Yakimovich

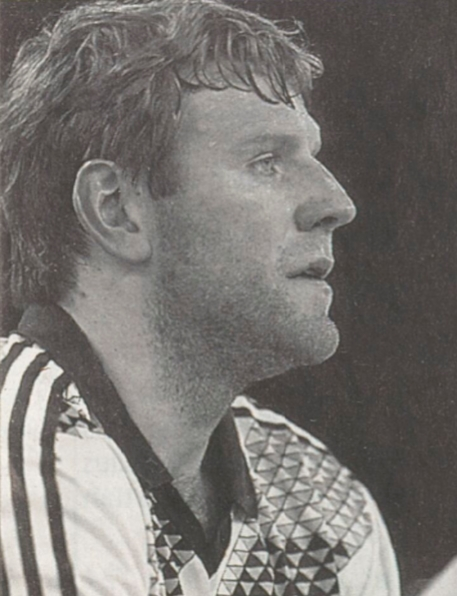
Mikhail em 1992.

Mikhail Ivanovich Yakimovich (em russo:  Михаил Иванович Якимович; Slutsk, 12 de dezembro de 1967) é um ex-handebolista bielorrusso, campeão olímpico.
Mikhail Yakimovich ele jogou sete jogos e marcou 29 gols na campanha olímpica.